# دوریس دوریه
دوریس دوریه (آلمانی: Doris Dörrie؛ زادهٔ ۲۶ مهٔ ۱۹۵۵) کارگردان فیلم و فیلم‌نامه‌نویس اهل آلمان است. وی از سال ۱۹۷۶ میلادی تاکنون مشغول فعالیت بوده‌است.
وی کارگردان فیلم‌هایی همچون مردان... و من و او شده‌است.